# Chaetophthalmus dorsalis
Chaetophthalmus dorsalis là một loài ruồi trong họ Tachinidae.